# Heinz Mack
 (avril 2023).
Pour les articles homonymes, voir Mack.
Heinz Mack (né le 8 mars 1931 à Lollar, Hesse) est un artiste allemand. Avec Otto Piene, il a fondé le groupe ZERO en 1957. Il est mieux connu pour ses contributions à l’op art ou l’art cinétique.

## Biographie
Entre 1950 et 1956, Heinz Mack étudie à l’Académie des Beaux-Arts de Düsseldorf, alors en pleine reconstruction. Il y effectue ses premières recherches graphiques et découvre les avant-gardes historiques.
En 1957, il fonde avec Otto Piene le groupe ZERO, qui sera rejoint par des artistes internationaux tels que Yves Klein, Jean Tinguely, Lucio Fontana ou encore Günther Uecker, jusqu'à sa dissolution en 1967.
Indépendamment du groupe ZERO, Heinz Mack commence à exposer le travail qu'il a développé au sein du mouvement. Il présente notamment ses Dynamischen Strukturen (Structures dynamiques), des œuvres lumineuses utilisant l'aluminium, les miroirs, et l'eau.
Dès 1962, il effectue de nombreux voyages au Sahara et en Arctique où ses réalisations préfigurent le land art. Ces œuvres se font l’écho de l’activité des éléments naturels, de la lumière, du vent et de la pluie sur les étendues d’eau ou de sable.
À partir des années 1980, Heinz Mack réalise plusieurs installations monumentales pour les espaces publics. En 1981, il complète le Jürgen-Ponto-Platz à Francfort, et conçoit en 1989 la Platz der Deutschen Einheit à Düsseldorf.
Après 1991, Mack revient à une peinture sans relief matériel et à une polychromie vive, longtemps exclus de sa pratique. Il réalise des tableaux qui entretiennent un dialogue nourri avec les découvertes de Goethe sur le spectre lumineux et le caractère nébuleux du pigment.
Heinz Mack vit et travaille à Mönchengladbach et Ibiza.

## Expositions personnelles (sélection)
1957
- Galerie Schmela, Düsseldorf

1959
- Galerie Iris Clert, Paris

1960
- Galerie Diogenes, Berlin
- New Vision Centre Gallery, Londres
- Galleria Azimut, Milan
- Galerie Behr, Ulm

1961
- Galerie nächst St. Stephan, Vienne

1962
- Palais des Beaux-Arts, Bruxelles

1963
- Museum Haus Lange, Krefeld

- Galleria Cadario, Milan

1964
- Galleria II Biblico, Rome

1965
- “Mack Piene Uecker,” Kestner-Gesellschaft, Hanovre

1966
- Städtische Kunstsammlungen, Bonn
- “Forest of Light,” Howard Wise Gallery, New York

- Bahnhof Rolandseck, Remagen

1967
- Galerie Denise René, Paris

- “Lenk Mack Pfahler Uecker,” 35e Biennale de Venise

1971

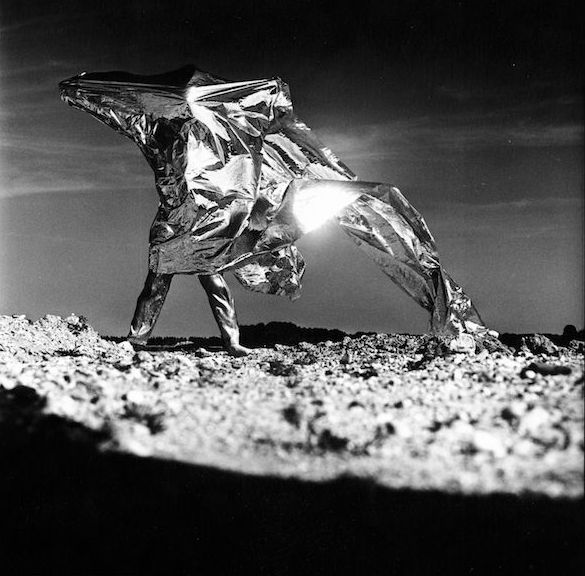
Heinz Mack, The Sahara Project, 1968. Photo: Lothar Wolleh

- Museum Folkwang, Essen, Germany Kunstverein, Mannheim
- “Lenk Mack Pfahler Uecker,” Zacheta-Museum, Varsovie

1972
- Akademie der Künste, Berlin, Germany Kunsthalle Düsseldorf,
- Galerie Denise René Hans Mayer, Düsseldorf
- Galerie Denise René, New York

1973
- Stedelijk van Abbemuseum, Eindhoven
- Musée d’Art Moderne de Ia Ville de Paris

1974
- Kunstmuseum, Düsseldorf
- Städtisches Museum Abteiberg, Mondchengladbach

1975
- Nordjyllands Kunstmuseum, Aalborg, Danemark

1977

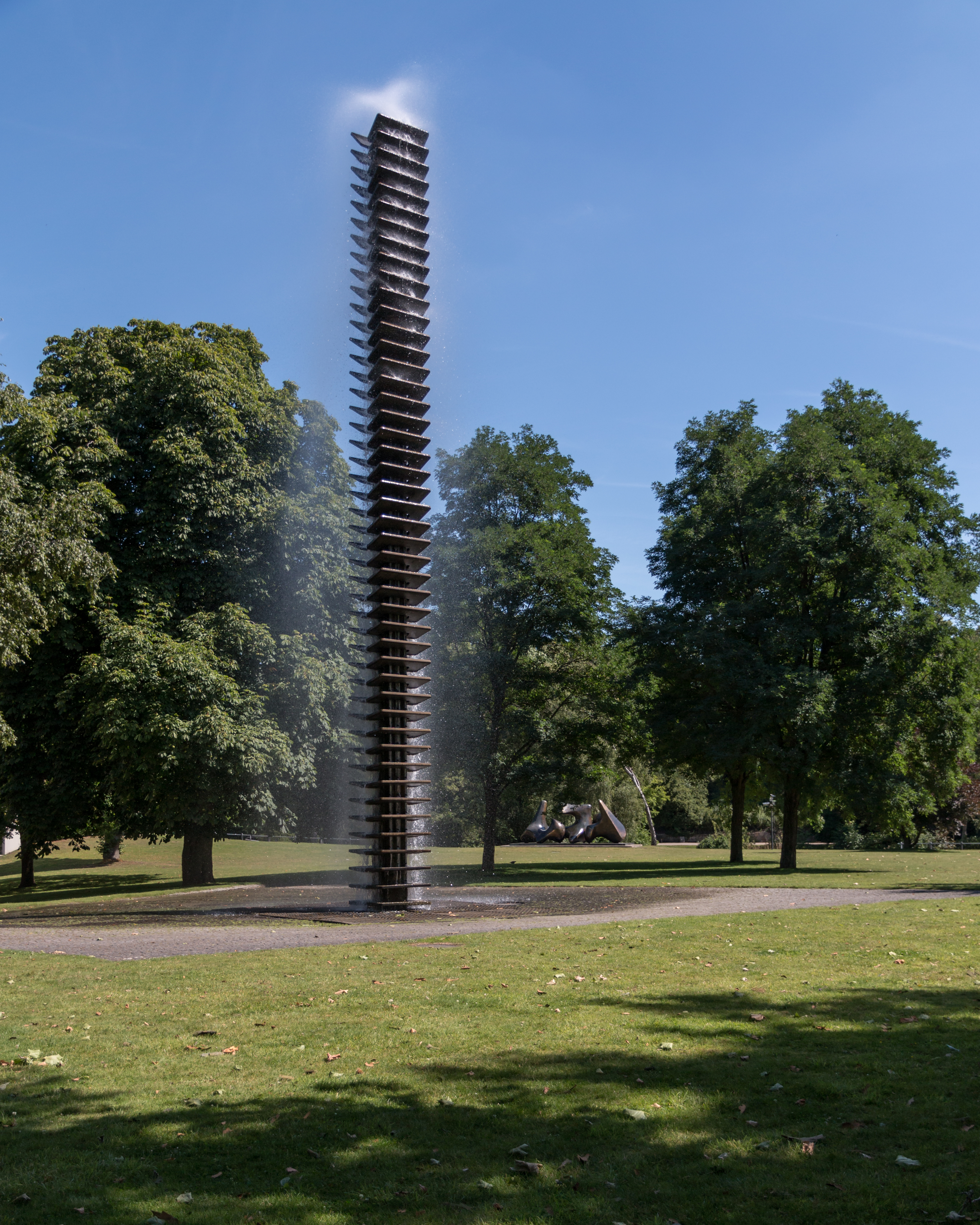
Wasser-Plastik, 1977, LBS Office à Münster, Rhénanie-du-Nord-Westphalie.

- Kunsthalle Darmstadt, Germany Kunsthalle Düsseldorf, Germany Stadtmuseum, Munich

1978
- Städtisches Museum Abteiberg, Mönchengladbach

1991
- “Zero Mack. Ein Environment mir Licht und Bewegung 1958-1963”, Städtisches Museum Abteiberg, Mönchengladbach

1993
- Jüdisches Museum, Vienne

1994
- Kunstmuseum Ahlen, Germany  Neuer Sächsischer Kunstverein, Dresden, Germany  Stadtmuseum, Düsseldorf

1997
- Mönchehaus Museum für Moderne Kunst, Goslar, Germany  Galeria Sztuki, Łódź, Poland  Muzeum Narodowego, Wrocław

1998
- Liechtensteinische Staatliche Kunstsammlung, Vaduz

1999
- Galeria Maeght, Barcelone

2001
- Skulpturenmuseum Glaskasten Marl, Germany Städtisches Museum Abteiberg, Mönchengladbach

- Städtisches Museum Schloss Rheydt, Mönchengladbach-Rheydt

- Tehran Museum of Contemporary Art, Téhéran

2002
- Wilhelm-Hack-Museum, Ludwigshafen

- Museo Nacional de Ceramica, Valence

2006
- Pergamonmuseum, Berlin

- Galerie Beck & Eggeling, Düsseldorf

- Städtisches Museum Abteiberg, Mönchengladbach

- Galerie Löhrl, Mönchengladbach

- Galerie Holtmann, Cologne

2008
- Galerie Samuelis Baumgarte, Bielefeld

2009
- Ludwig Museum im Deutschherrenhaus, Koblenz

- Sperone Westwater Gallery (en), New York

2010
- Ben Brown Fine Arts, Londres

2011
- Sperone Westwater Gallery, New York

- Kunst- und Ausstellungshalle der BRD (en), Bonn

- Stiftung Museum Kunstpalast, Düsseldorf

- Galerie Beck & Eggeling, Düsseldorf

- Kulturspeicher (en), Würzburg

- Ben Brown Fine Arts, Hong Kong

2012
- Galerie Arndt, Berlin

- Galerie der Stadt, Tuttlingen

- Museum Ostwall im Dortmunder U Zentrum, Dortmund

2013
- Galerie Geiger, Konstanz

2014
- Leopold-Hösch-Museum, Düren

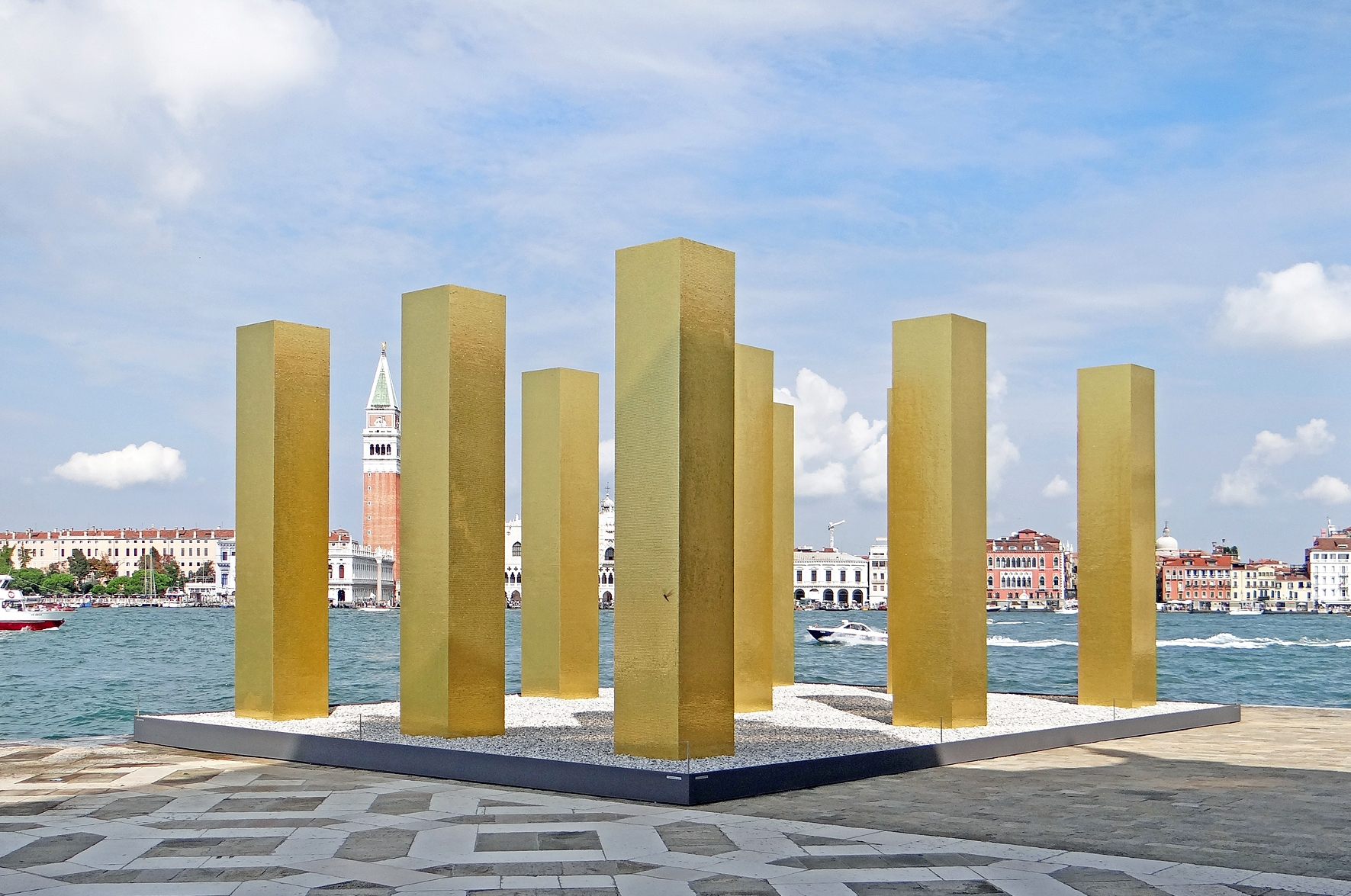
"The Sky Over Nine Columns", installation sur l'île de San Giorgio Maggiore, Venise, 2014

- "The Sky over Nine Columns", Installation sur l'île de San Giorgio Maggiore, Venise
- Galerie Arndt, Singapour
- Sperone Westwater Gallery, New York

2015
- Ben Brown Fine Arts, Londres
- Museum Frieder Burda, Baden-Baden
- Ulmer Museum, Ulm
- MKM Museum Küppersmühle, Duisburg

2016
- Sakip Sabanci Museum, Istanbul

- Galerie Perrotin, Paris

## Expositions de groupes (sélection)
1957
- “Eine neue Richtung in der Malerei,” Kunsthalle Mannheim

- “1. Abendausstellung,” Atelier Gladbacher Str. 69, Düsseldorf

1958
- Deutscher Künstlerbund, Ausstellungshalle an der Gruga, Essen

1959
- “Die neue Generation,” Kunstverein Hannover
- “Motion in Vision – Vision in Motion,” Hessenhuis, Anvers
- Documenta II, Fridericianum, Kassel

1960
- “Konkrete Kunst – 50 Jahre Entwicklung,” Helmhaus Zürich
- “Internationale Ausstellung von Nichts,” Grandweg 24, Hambourg
- “Monochrome Malerei,” Städtisches Museum Schloss Morsbroich, Leverkusen
- Festival d’art d’avant-garde, Grand Palais, Paris
- “Kinetische Kunst,” Kunstgewerbemuseum, Zürich
- “La nuovo concezione artistica,” Galleria Azimut, Milan

1961
- “The Pittsburgh International Exhibition,” Carnegie Institute, Pittsburgh
- “Bewogen – Beweging,” Stedelijk Museum, Amsterdam ; Moderna Museet, Stockholm ; Louisiana Museum Humlebæk
- “Klein – Lo Savio – Mack – Piene – Uecker,” Galleria la Salita, Rome
- “Nove Tendencije,” Galerija suvremene umjetnosti, Zagreb
- “Zero – Edition, Exposition, Demonstration (Zero 3),” Galerie Schmela, Düsseldorf
- “Art abstrait constructif international,” Galerie Denise René, Paris

1962
- “Anti-Peinture,” Hessenhuis, Anvers
- “Nul,” Stedelijk Museum, Amsterdam
- “Zero Demonstration – Mack, Piene, Uecker,” Rheinwiesen, Düsseldorf
- “Sixteen German Artists,” Corcoran Gallery of Art, Washington DC

1963
- “Nove tendencije 2,” Galerija suvremene umjetnosti, Zagreb
- “Zero,” Haus am Waldsee, Berlin

1964
- Documenta III, Fridericianum, Cassel
- “Painting and sculpture of a decade,” Tate Gallery, Londres
- “Neue Tendenzen 2. Licht und Bewegung,” Städtisches Museum Schloss Morsbroich, Leverkusen
- Guggenheim International Award, Solomon R. Guggenheim Museum, New York
- The Pittsburgh International Exhibition, Carnegie Institute, Pittsburgh
- “Zero, New Vision Centre,” Londres
- “Group Zero,” Institute of Contemporary Art, Philadelphia
- “Zero-Demonstration,” ICA Institute of Contemporary Art, Londres
- “Mouvement 2,” Galerie Denise René, Paris

1965
- “Optical Painting,” Institute of Contemporary Art, Philadelphia

- “Inner and Outer Space,” Moderna Museet, Stockholm

- “Licht und Bewegung,” Kunsthalle Bern ; Museum des 20. Jahrhunderts, Vienne ; Kunsthalle Baden-Baden ; Kunsthalle Düsseldorf ; Palais des Beaux-Arts, Brussels, Belgium

- “The Responsive Eye,” Museum of Modern Art, New York

- “Nul 65,” Stedelijk Museum, Amsterdam

1966
- “Weiss auf Weiss,” Kunsthalle Bern, Switzerland “Directions in Kinetic Sculpture,” University Art Gallery, Berkeley ; Santa Barbara Museum of Art, Santa Barbara

- “Licht – Kunst – Licht,” Stedelijk van Abbemuseum, Eindhoven

1967
- “Light Motion Space,” Walker Art Center, Minneapolis

- “Kinetika,” Museum des 20. Jahrhunderts, Vienne

1968
- Documenta IV, Fridericianum, Kassel
- “Linee della Ricerca Contemporanea. Dall informale alle nuove strutture, 34e Biennale de Venise

1969
- “Art by Telephone,” Chicago

- “1. Kunstausstellung,” Kaufhof am Werhahn, Düsseldorf

- “Kunst als Spiel. Spiel als Kunst. Kunst zum Spiel,” Städtische Kunsthalle Recklinghausen

- “Kunst der sechziger Jahre in der Sammlung Ludwig,” Wallraf-Richartz-Museum, Cologne

- “Groupe Zero 1959-1969,” Galerie lsy Brachot, Bruxelles

1970
- “Kinetics,” Hayward Gallery, Londres
- “Contemporary Trends and International Art,” Expo Museum, Osaka
- “Zero in Krefeld,” Galerie Denise René Hans Mayer, Krefeld

1973
- “Hommage à Picasso,” Kestner-Gesellschaft, Hanovre

1974
- “Optical and Kinetic Art,” Tate Gallery, London
- “Konstruktivismus und Nachfolge,” Staatsgalerie Stuttgart
- “Beispiele aus der Sammlung Lenz, Kronberg,” Städtische Galerie am Städelschen Kunstinstitut, Francfort

1976
- “Poesie durch Material. Licht und Bewegung,” Musée d’Ixelles, Belgium; Galerie Poirel, Nancy, France; Bibliothèque Municipale, Strasbourg
- “Europa 1946-1976. Prospect – Retrospect,” Kunsthalle Düsseldorf , Germany “Kunst-Licht,” Deutsches Museum, Munich
- “Zero. Mack, Piene, Uecker und ihre Freunde,” Kunstverein für die Rheinlande und Westfalen, Düsseldorf

1977
- Idee, Konzept, Werk, Akademie der Künste, Berlin
- “Kunst – Was ist das?,” Kunsthalle Hambourg
- Documenta VI, Fridericianum, Kassel
- “Skulptur. Projekte,” Westfälisches Landesmuseum, Münster

1978
- Aspekte der 60er Jahre aus der Sammlung Reinhard Onnasch, Nationalgalerie Berlin

1979
- “Europa 79,” Stuttgart

1981
- “Phoenix,” Alte Oper, Francfort

- “Westkunst,” Museum Ludwig, Messehallen der Stadt Köln, Cologne
- “Collezione Calderara,” Casa Calderara, Vacciago
- “Sky Art Conference,” MIT Massachusetts Institute of Technology, Cambridge

1983
- “Electra,” Musée d’Art moderne de Ia Ville de Paris

1985
- “Deutsche Kunst 1945-1985,” Nationalgalerie Berlin
- “Deutsche Kunst im 20. Jahrhundert 1905-1985,” Royal Academy of Arts, Londres
- “Vom Klang der Bilder,” Staatsgalerie Stuttgart
- “Zero. Mack – Piene – Uecker,” Hamburger Kunstverein, Hambourg

1986
- Deutsche Kunst im 20. Jahrhundert, Staatsgalerie Stuttgart

1987
- “Mathematik in der Kunst der letzten dreissig Jahre, Wilhelm-Hack-Museum, Ludwigshafen
- Monumenta – 19de Biennale, Openluchtmuseum vor Beldhouwkunst, Anvers
- “Der unverbrauchte Blick,” Martin-Gropius-Bau, Berlin

1988
- “Stationen der Moderne,” Berlinische Galerie im Martin-Gropius-Bau, Berlin
- “Zero – un Movimiento Europeo. Colección Lenz Schönberg,” Fundació la Caixa, Barcelone ; Fundación Juan March, Madrid ; Städtische Galerie im Lenbachhaus, Munich

1989
- “Eine europäische Bewegung in der bildenden Kunst von 1958 bis heute. Sammlung Lenz Schönberg,” Zentrales Künstlerhaus, Moscou

1990
- “Bis jetzt,” Sprengel Museum, Hanovre

- “Die Stele,” Darmstädter Sezession, Darmstadt

1991
- “Bildlicht – Malerei zwischen Material und lmmaterialität,” Museum des 20. Jahrhunderts, Vienne
- “Sammlung Lenz Schönberg,” Neues Museum Weserburg, Brême
- “Die Kunst von innen bittend. Sammlung Lenz Schönberg,” Tiroler Landesmuseum Ferdinandeum, Innsbruck

1992
- “L’Art en mouvement,” Fondation Maeght, Saint-Paul de Vence

1993
- “The George and Edith Rickey Collection of Constructivist Art and Richard Pettibone Miniatures,” Neuberger Museum of Art, New York
- “New Realities: Art from Post-War Europe,” The Tate Gallery, Liverpool
- “Bis jetzt,” Sprengel Museum Hanovre
- “Die Stele,” Darmstädter Sezession, Darmstadt
- “Zero. Eine europäische Avantgarde,” Galerie Marie-Louise Wirth, Zürich

1994
- “Europa, Europa,” Kunst- und Ausstellungshalle der Bundesrepublik Deutschland, Bonn
- “Das Jahrhundert des Multiple,” Deichtorhallen, Hambourg

1995
- “Auf Papier – Kunst des 20. Jahrhunderts aus der Sammlung der Deutschen Bank, Schirn Kunsthalle, Francfort
- “Würth – Eine Sammlung,” Ludwig Museum, Budapest
- “Zero Italien – Azimut/Azimuth 1959-1960 in Mailand. Und heute,” Galerien der Stadt Esslingen, Villa Merkel, Esslingen

1996
- “Kunst des Westens. Deutsche Kunst 1945-1960,” Kunsthalle Recklinghausen

1997
- “Augenzeugen – Die Sammlung Hanck. Papierarbeiten der 80er und 90er Jahre,” Kunstmuseum Düsseldorf
- “Zero International – Zero et Paris 1960,” Musée d’Art Moderne et d’Art Contemporain, Nice

1998
- “Kunst und Kunststoff,” Kunstmuseum Düsseldorf
- “Licht en Sculptur,” Palast-Museum, La Hague
- “Kunst im Aufbruch. Abstraktion zwischen 1945- 1959,” Wilhelm-Hack-Museum, Ludwigshafen

1999
- “Zero aus Deutschland 1957 bis 1966. Und heute,” Städtische Galerien der Stadt Esslingen, Villa Merkel, Esslingen

2000
- “Formes et Mouvements d’Art au xxe siècle. Hommage à Denise René,” Tsukuba Museum of Art, lbaraki ; Marugame Genichire lnokuma Museum of Contemporary Art, Marugame ; Urawa Art Museum, Urawa ; City Museum of Art Himeji

2001
- “Die Intelligenz der Hand – Europäische Meisterzeichnungen von Picasso bis Beuys,” Rupertinum, Salzburg

- “Open Ends,” Museum of Modern Art, New York

- “Die Sammlung Kemp,” Kunsthalle Düsseldorf

2002
- “Von Zero bis 2002,” ZKM Museum für neue Kunst, Karlsruhe

2003
- “Berlin – Moskau 1950-2000, von heute aus,” Martin-Gropius-Bau, Berlin ; Staatliches Historisches Museum am Roten Platz / Tretjakow Galerie, Mocou

2004
- “Beyond Geometry. Experiments in Form 1940-1970,” Los Angeles County Museum of Art, Los Angeles
- “Zero. Die europäische Vision – 1958 bis heute. Sammlung Lenz Schönberg,” Muzej suvremene umjetnosti, Zagreb

2005
- “Von Paul Gauguin bis lmi Knoebel. Werke aus der Hilti Art Foundation,” Kunstmuseum Liechtenstein, Vaduz

2006
- “Wunderkammer Bahnhof – 150 Jahre Bahnhof Rolandseck,” Arp Museum Bahnhof Rolandseck, Remagen
- “Lichtkunst aus Kunstlicht,” ZKM Museum für neue Kunst, Karlsruhe
- “Kunst auf der Bühne. Les grands spectacles II,” Museum der Moderne, Salzbourg
- “Zero – Künstler einer europäischen Bewegung. Sammlung Lenz Schönberg 1956-2006,” Museum der Moderne, Mönchsberg, Salzbourg
- “Zero,” Museum Kunst Palast, Düsseldorf, Germany; Musée d’Art Moderne de Saint-Étienne, France

2007
- “1950s-1960s Kinetic Abstraction,” Andrea Rosen Gallery, New York, usa “Op Art,” Schirn Kunsthalle, Francfort
- “Hommage an Malewitsch,” Hamburger Kunsthalle, Hamburg, Germany “Guggenheim Collection 1940 to now,” International Gallery of Victoria, Melbourne
- “Garten Eden – Der Garten in der Kunst seit 1900,” Kunsthalle Emden
- “Optic Nerve: Perperual Art of the 1960s, Columbus Museum of Art, Columbus

2008
- “Heavy Metal – Die unerklärliche Leichtigkeit eines Materials,” Kunsthalle zu Kiel, Germany “spot on: ZERO in der Fotografie,” Museum Kunst Palast, Düsseldorf
- “spot on: 50 Jahre Zero in Düsseldorf, Museum Kunst Palast, Düsseldorf
- “Zero in NY,” Sperone Westwater Gallery, New York

2009
- “Meisterwerke der Moderne. Sammlung Barfiner,” Albertina, Vienna, Austria “Infinitum,” Palazzo Fortuny, Venice, Italy “Begegnung mit dem Fremden,” Goethe- Museum, Düsseldorf
- “Das Fundament der Kunst – Die Skulptur und ihr Sockel seit Alberto Giacometti,” Städtische Museen Heilbronn ; Gerhard-Marcks- Haus, Brême ; Arp Museum Bahnhof Rolandseck, Remagen
- “Kunst und Kalter Krieg. Deutsche Positionen 1945-1989,” Deutsches Historisches Museum, Berlin

2010
- “Minimalism Germany 1960s,” Daimler Contemporary, Daimler Kunst Sammlumg, Berlin

2011
- "Kinetik – Kunst in Bewegung", Messmer Foundation, Riegel
- "TRA – Edge of Becoming", Palazzo Fortuny, Venise
- "Heinz Mack, Otto Piene, Günther Uecker", Kunsthalle Schlosse Seefeld
- "Nul = 0. Dutch avant-garde in an international context, 1961-1966", Stedelijk Museum, Schiedam
- "Der geteilte Himmel. Die Sammlung 1945-1968", Neue Nationalgalerie, Berlin
- "Painterly Abstraction, 1949/1969. Selections from the Guggenheim Collections", Guggenheim Museum, Bilbao

2012
- "Auf Augenhöhe Meisterwerke aus Mittelalter und Moderne", Ulmer Museum, Ulm
- "Ends of the Earth: Art of the Land to 1974", LACMA Museum of Contemporary Art, Los Angeles ; Haus der Kunst, Munich
- "Mobile – Immobile", Musée de Picardie, Amiens
- "Creating totally new media", M HKA Museum Contemporary Art Antwerp, Anvers
- "Gold", Unteres Belvedere, Vienne
- "Ghosts in the Machine", New Museum, New York
- "Vibrierende Bilder – Lärmende Skulpturen 1958-1963", Kunstmuseum, Krefeld
- "Die Gegenwart der Bilder – Deutsche Malerei: Höhepunkte aus 6 Jahrzehnten", National Centre for Contemporary Arts, Moscou

2013
- "ZERO Paris-Düsseldorf", Collection Jaqueline Frydman, Passage de Retz, Paris
- "ZERO", Musée Oscar Niemeyer, Curitiba ; Fundacao Obere Camargo, Porto Alegre ; Pinacoteca de Estado, Sao Paulo
- "Novecento mai visto (Highlights from the Daimler Art Collection)", Museo di Santa Giulia, Brescia
- "Die Bildhauer – Kunstakademie Düsseldorf, 1945 bis heute", Kunstsammlung NRW, Düsseldorf
- "DYNAMO 1913 – 2013", Galeries Nationales du Grand Palais, Paris
- "Weltreise – Kunst aus Deutschland unterwegs (Werke aus dem Kunstbestand des ifa 1949-heute)", ZKM/Museum für Neue Kunst, Karlsruhe ; Museum of Modern Art, Moscou

2014
- "The Art of ZERO", Neuberger Museum of of Art, New York
- "ZERO – Countdown to tomorrow, 1950-60s", Solomon R. Guggenheim Museum, New York
- "ZERO-Raum in der Reihe SPOT ON!", Museum Kunst Palast, Düsseldorf
- "ZERO", Martin-Gropius-Bau, Berlin
- "ZERO. Countdown to the Future", Sakip Sabanci Museum, Istanbul
- "Azimut/h. Continuity and New", Peggy Guggenheim Collection, Venise
- "Seeing through light – Selections from the Solomon R. Guggenheim Museum, Abu Dhabi", Solomon R. Guggenheim Museum, Abu Dhabi
- "Weiss – Aspekte einer Farbe in Moderne und Gegenwart", Museum im Kulturspeicher, Würzburg

2015
- "(RE-)DISCOVERED – Werke aus der Sammlung", Mönchehaus Museum, Goslar
- "Ein Quadrat ist ein Quadrat ist ein Quadrat…", Museum Ritter, Waldenbuch
- "Op Art – Kinetik – Licht. Kunst in der Sammlung Würth von Josef Albers und Vasarely bis Patrick Hughes", Kunsthalle Würth, Schwäbisch Hall
- "Scheinwerfer – Lichtkunst in Deutschland", Kunstmuseum, Celle
- "Wie leben? Zukunftsbilder von Malewitsch bis Fujimoto", Wilhelm-Hack-Museum, Ludwigshafen

2016
- "Eye Attack – Op Art 1950-1970", Louisiana Museum, Humlebaek
- "ZERO und Nouveau Réalisme. Die Befragung der Wirklichkeit", Stiftung Ahlers Pro, Hannover

## Collections publiques (sélection)
- Stedelijk Museum, Amsterdam
- Museum FriederBurda, Baden-Baden
- Musée royal des Beaux-Arts de Belgique, Bruxelles
- Nationalgalerie, Berlin
- Musée d'Art contemporain (MACBA), Museum Art Center, Buenos Aires
- Albright-Knox-Art-Gallery, Buffalo
- Museum Küppersmühle, Duisburg
- The Israel Museum, Jérusalem
- Musée des Arts décoratifs, Lausanne
- Berardo Collection, Lisbonne
- Victoria & Albert Museum, Londres
- Tate Modern, Londres
- Los Angeles County Museum of Art, Los Angeles
- Walker Art Center, Minneapolis
- National Gallery of Victoria, Melbourne
- Städtisches Museum Abteiberg, Mönchengladbach
- Neue Pinakothek, Munich
- Whitney Museum of American Art, New York
- Museum of Modern Art, New York
- Solomon R. Guggenheim Museum, New York
- Rockefeller Foundation, New York
- Museum of Fine Art, Osaka
- Rijksmuseum Kröller - Müller, Otterlo
- Musée National d'art Moderne, Centre Georges Pompidou, Paris
- Museo de Arte Moderna, Rio de Janeiro
- Musée d’Art moderne et contemporain de Strasbourg
- Tehran Museum of Contemporay Art, Téhéran
- Kunstmuseum Liechtenstein, Vaduz
- Collection Peggy Guggenheim , Venise
- Hirshhorn Museum and Sculpture Garden, Washington